# الإكراه غير الرسمي
الإكراه غير الرسمي في سياق العلاقة بين الطبيب والمريض، هو عملية اجتماعية حيث يحاول أحد العاملين في مجال الرعاية الصحية جعل المريض يلتزم بالعلاج المطلوب لنظام الرعاية الصحية دون استخدام الإكراه الرسمي مثل الالتزام غير الطوعي المقترن بالعلاج غير الطوعي.  ومن الأمثلة على العلاج غير الطوعي في مجال رعاية الصحة العقلية الحقن العضلي بمضاد الذهان هالوبيريدول. 
غالبًا ما يتم تطبيق الإكراه غير الرسمي من قبل المتخصصين في مجال الصحة كجزء من علاج الصحة العقلية ولكن يتم استخدامه أيضًا من قبل الأصدقاء وعائلة مستخدم الخدمة.

## التصنيف
1. الإقناع.
2. النفوذ الشخصي.
3. الحوافز.
4. التهديدات.
5. العلاج الإجباري.

وقد حدد ليدز وآخرون تسعة أشكال من الإكراه غير الرسمي:
1. الإقناع.
2. التحفيز.
3. التهديدات.
4. استعراض القوة.
5. القوة البدنية.
6. القوة القانونية.
7. طلب تفضيل التصرف.
8. إعطاء الأوامر.
9. الخداع..

النفوذ الشخصي
إذا كان لدى مستخدم الخدمة اعتماد عاطفي على مقدم الخدمة، فيمكن للطبيب استخدام مظاهر خيبة الأمل للتأثير على مستخدم الخدمة.
الحوافز
قد يُطلب من المريض أن يفعل ما يريده الطبيب لتأمين الوصول إلى سلع ذات قيمة نقدية مثل السكن والمال والأطفال والعدالة الجنائية.  يعد الوصول المشروط إلى السكن هو الشكل الأكثر شيوعًا للإغراء والإكراه غير الرسمي، حيث أفاد به ما بين 15% إلى 40% من مستخدمي الخدمة.  توصلت دراسة أجريت حول الإكراه غير الرسمي في توفير الإسكان إلى أن 60% من مستخدمي الخدمة غير الملتزمين تم استبعادهم من البرنامج.  قد يستخدم العاملون في مجال الرعاية الصحية حوافز مثل السجائر أو المشروبات أو المشي لإقناع المرضى بتناول الدواء.
التهديدات
يمكن استخدام التهديد بالإيداع غير الطوعي أو العلاج غير الطوعي لإقناع المرضى بالامتثال دون استخدام الإكراه الرسمي. 

## انتشار
تشير الدراسات إلى أن معظم المتخصصين في الصحة العقلية يستخدمون الإكراه غير الرسمي يوميًا في الممارسة الروتينية.  يستخدم الممارسون الإكراه غير الرسمي أكثر مما يدركون، وأظهرت إحدى الدراسات أن هذا الإكراه يتم التقليل من أهميته.  وفقًا للدراسات التي شملت مناطق مختلفة، أفاد ما بين 29% إلى 59% من مستخدمي الخدمة بتعرضهم للإكراه غير الرسمي.  وقد أفاد ما بين 11% إلى 23% من مستخدمي الخدمة بوجود نفوذ قضائي، حيث يلتزم مستخدم الخدمة بالعلاج لتجنب الإجراءات القانونية.

## المواقف
أفاد ما بين 55% و69% من مستخدمي الخدمات بأنهم يعتبرون التأثير الشخصي عادلاً، بينما أفاد ما بين 48% و60% منهم بأنه فعال. تُظهر الدراسات أن المرضى ذوي مستويات الفهم الأعلى كانوا أكثر ميلاً للإكراه. أما المرضى المُشخَّصون بالفصام، فهم أكثر ميلاً للقول بوجود إكراه غير رسمي، وأكثر سلبيةً تجاه استخدامه.
يعتبر مقدمو الخدمات، مثل ممرضات الصحة النفسية أو الأطباء النفسيين، الإكراه غير الرسمي وسيلةً لتعزيز الامتثال، مما قد يمنع تفاقم الأعراض ويغني عن اللجوء إلى الإكراه الرسمي. ويرى المختصون أن الإكراه غير الرسمي قد يشجع الأفراد على تولي زمام حياتهم بشكل أكبر.
وفي مجموعة مركزة مع العاملين الدوليين في مجال الرعاية الصحية العقلية، وجد أن العمال يعتبرون الإكراه غير الرسمي فعالاً، لكنهم كانوا قلقين بشأن استخدامه.  ورأى العاملون في مجال الرعاية الصحية أن الإكراه غير الرسمي مقبول أكثر في حالات الهوس أو الذهان الحاد.  كان هناك درجة من التنافر المعرفي المحيط بهذه الممارسة، حيث وصف العاملون في مجال الرعاية الصحية سلوكيات تتطابق مع التعريفات الرسمية للإكراه غير الرسمي، لكنهم كانوا مترددين في وصف سلوكهم بأنه إكراه.